# Thriller (BtoB)
Thriller è il terzo EP della boy band sudcoreana BtoB, pubblicato nel 2013.

## Tracce
1. When I Was Your Man (내가 니 남자였을 때) – 3:45
2. Thriller (스릴러) – 3:27
3. Why (왜이래) – 3:38
4. Catch Me – 3:31
5. Like a Crystal (크리스탈같이) – 3:09
6. Star (별) – 3:47